# 御霊神社 (日高町)
御霊神社（ごりょうじんじゃ）は、和歌山県日高郡日高町にある神社である。

## 祭神
主祭神は大鷦鷯命。

## 歴史
小浦に宮ができたのは1396年（応永3年）のことだという。